# Yoon Young Sun
Yoon Young Sun (Hangul: 윤영선, Hanja: 尹暎善; 22 novembre 1977) è una giocatrice di go sudcoreana il cui nome è talvolta traslitterato in Yun Yeong-seon.
Divenne professionista nel 1992, all'età di 15 anni.
Vinse quattro delle prime cinque edizioni del Guksu femminile, tra il 1994 e il 1998; dopo la terza vittoria, a inizio 1997 fu promossa 2 dan. Nel 2002 vinse la HoJak Cup, un campionato mondiale femminile, sconfiggendo 2–0 Pak Chi-eun, e fu promossa 3 dan. Nel 2004 ottenne la promozione a 4 dan, nel 2006 quella a 5 dan.
Dal 2006 si è trasferita in Germania, dove insegna e scrive libri di go. Nel 2010 ha ottenuto il grado di 8 dan onorifico.

## Palmarès
| Nazionali       | Nazionali           | Nazionali |
| Torneo          | Vittorie            | Finalista |
| --------------- | ------------------- | --------- |
| Guksu femminile | 4 (1994–1996, 1998) | 1 (2004)  |
| HoJak Cup       | 1 (2002)            |           |

## Opere
- 100 Tips for Amateur Players
- Think Like a Pro: Haengma
- Think Like a Pro: Pae